# ال استروبل
اَل استروبل (به انگلیسی: Al Strobel؛ زادهٔ ۱۹۳۹ میلادی - درگذشتهٔ ۲ دسامبر ۲۰۲۲) هنرپیشه اهل ایالات متحده آمریکا بود.
از فیلم‌ها یا مجموعه‌های تلویزیونی که وی در آن نقش داشته‌است، می‌توان به توئین پیکس، توئین پیکس: با من بر آتش برو، مگاویل و توئین پیکس: بازگشت اشاره کرد.

## زندگی شخصی و مرگ
استروبل در ۲ دسامبر ۲۰۲۲ در یوجین، اورگن در سن ۸۲ سالگی درگذشت.